# Hillevi Öberg
Hillevi Alexandra Fellenius (född Öberg), född 27 december 1897 i Borgsjö församling, Västernorrlands län, död 4 augusti 1979 i Vaksala församling, Uppsala län, var en svensk musiker och spelman verksam i flera genrer. 

## Biografi
Hillevi Öberg föddes i en bondefamilj i Borgsjö, Medelpad och intresserade sig tidigt för traktens folkmusik. I september 1916 deltog hon i spelmanstävlingen i Sundsvalls Stadshussalong. Hillevi Öberg var då 18 år och den enda kvinnliga fiolspelaren i tävlingen, som hade 39 deltagare. Initiativet till tävlingen kom från journalisten och folkmusikinsamlaren Karl Peter Leffler från Härnösand. Hillevi Öberg fick tredje pris i tävlingen.
Leffler gjorde uppteckningar av låtarna vid tävlingen och Hillevi Öbergs bidrag har publicerats av folkmusikforskaren Margareta Jersild. Publikationerna utgör två volymer i Svenskt visarkivs skriftserie och har titeln K. P. Leffler - i folkmusikbevarandets tjänst (1994).
Hillevi Öberg gifte sig 1918 med Torsten Brodin och paret flyttade till Zwickau i Tyskland där hon utbildade sig på musikkonservatoriet. Efter hemkomsten till Sverige i början av 1920-talet insjuknade maken och dog. 1925 flyttade Hillevi Öberg till Boden där hon försörjde sig som biografmusiker. Arbetstillfällena som biografmusiker i Boden upphörde i princip i samband med att ljudfilmen kom till staden kring 1930. Hillevi Öberg flyttade vidare till Kiruna där hon startade Musikkonditoriet Malmen 1930. Hon gifte sig 20 december 1931 med Knut Fellenius. Vid samma tid blev hon första violinist i Kirunas Musiksällskap.
1960 flyttade makarna till Uppsala där hon avled 1979. 
Hillevi Öbergs liv och musik har gestaltats av folkmusikern Emma Ahlberg Ek 2016 i musik- och berättarföreställningen ”Hyllning till Hillevi”. Föreställningen gavs ut på CD:n Hillevi 2018 på skivbolaget Caprice Records.